# Forum Iulium
|  | Aquest article tracta sobre la ciutat romana del Vèneto. Si cerqueu Andujar, ciutat que sota l'Imperi Romà va portar el nom de Forum Iulium, vegeu «Illiberis (Hispània)». |

Forum Iulium o Forum Iulii (grec antic: Φόρος Ἰούλιος) va ser una ciutat de Venetia a uns 40 km al nord d'Aquileia al peu dels Alps Julians. Claudi Ptolemeu diu que pertanyia als carns. Pau Diaca diu que la va fundar Juli Cèsar.
Inicialment sembla que era només un lloc de reunió dels carns i després el lloc d'encontre entre aquest poble i els magistrats romans. La ciutat va créixer ràpidament. Claudi Ptolemeu l'anomena colònia romana i sembla que va augmentar la seva importància al començament de l'Imperi. A la caiguda d'Aquileia l'any 452 va obtenir la dignitat de capital de la regió que va continuar sota els ostrogots i els longobards (568). Sota aquest darrers es va convertir en la seu del primer ducat longobard (el Ducat del Friül) fundat pel rei Alboí per al seu nebot Gisulf. La ciutat va donar el seu nom a la província i ducat: Friuli (Forojuliani).
L'any 610 els àvars la van atacar. El 730 hi va néixer Pau el Diaca, autor de la història dels longobards; el 774 els francs la van ocupar i el seu nom va ser Civitas Austriae (Ciutat oriental) mentre el territori es va convertir en una marca, amb el nom de Marca del Friül.
El 875 era marques de Friül Berenguer de Friül que després va ser rei d'Itàlia. El 1077 es va iniciar el domini del Patriarca d'Aquileia que va tenir la seva seu a Civitas (Cividale) fins al 1238 en què va passar a Udine. L'any 1419 es va establir el domini venecià.
L'any 1509 va rebutjar l'atac dels soldats del Sacre Imperi Romanogermànic. L'any 1511 va ser parcialment destruïda per un terratrèmol. El 1553 es va incloure en la divisió administrativa del Provveditorato Veneto; el 1598 la va afectar la pesta; el 1616 i 1617 les milícies locals dirigides per Marcantonio da Manzano es van distingir a l'anomenada guerra de Gradisca contra els imperials.
L'any 1797 França la va ocupar i la va entregar a Àustria el 1798 en virtut del tractat de Campoformio, però el 1805 va tornar a França i va quedar integrada al departament del Passariano. Els austríacs la van ocupar l'any 1813 i va quedar integrada al Regne Llombard-Vènet (era cap del districte XIII del Friule) fins al 1866 en què va passar a Itàlia.
Va patir les guerres mundials com altres ciutats; el 1976 un terratrèmol hi va causar força danys. El seu nom actual és Cividale di Friuli.